# Salar (Spagna)
Salar è un comune spagnolo di 2 849 abitanti situato nella comunità autonoma dell'Andalusia.

## Geografia fisica
Il comune è attraversato dai fiumi Genil e Cacín.